# San Lorenzo (Francia)
San Lorenzo (in francese San-Lorenzo, in corso San Lurenzu) è un comune francese di 151 abitanti situato nel dipartimento dell'Alta Corsica nella regione della Corsica.
San Lorenzo è un comune italiano sparso formato dai seguenti centri abitati: Prionzi (Prionzu), E Case suttane, Mazzola ('A Mazzola), Oliva (L'Oliva), Alzi (L'Alzi), Penta (A Penta), Forci (I Forci), Serramolle, Borgo (U Borgu), Casanova (A Casanova), Tribbio (U Tribbiu), Coibiti e San Lorenzo (San Lurenzu).

## Società

### Evoluzione demografica
Abitanti censiti